# Sleepiece
sleepiece est un groupe de musique composé de trois jeunes idoles japonaises et formé début 2011 par l'agence Amuse, Inc.. Son nom est une fusion entre les termes anglais "sleep" (trad. : dormir) et "piece" (se traduit ici par salle), et se prononce "sleep piece" (qu'on pourrair traduire par "chambre à coucher").
Il est respectivement le cinquième sous-groupe après SCOOPERS, Mini-Patissier, BABYMETAL et  Twinklestars, de son groupe dérivé Sakura Gakuin dont les membres en font partie en parallèle. Le groupe fait partie d'un des clubs d’activité périscolaire de Sakura Gakuin qui est le Go Home Club (帰宅部), sur le thème de la sieste. 
sleepiece s'est dissous en mars 2014 après le départ des membres de Sakura Gakuin. Il se reforme en 2015 avec de nouveaux membres puis se dissout à nouveau en 2017. 

## Histoire
Le groupe se forme en 2010 avec les membres de la 1re génération de Sakura Gakuin tels que Marina Horiuchi, Raura Iida et Nene Sugisaki, après la formation des quatre premiers sous-groupes Twinklestars, BABYMETAL, Minipati et SCOOPERS. Chaque membre était associé à une couleur (jaune, vert et rose).
Les mêmes filles étaient en parallèle membres de Mini-Patissier à ce moment-là. Mais fin 2011, les membres sont rapidement remplacés chez Mini-Patissier par d'autres et plus jeunes membres de Sakura Gakuin.
Le trio est apparu pour la première fois sur le premier album de Sakura Gakuin publié en avril 2011, Sakura Gakuin 2010nendo ~message~, avec la chanson Medaka no Kyōdai.
Lors des concerts donnés par le groupe, le trio pouvait faire quelques petites apparitions en solo pour chanter leurs propres chansons en public. Les membres pouvaient apparaître vêtus de vêtements de nuit dont le pyjama (et les chaussons).
Le groupe continue à enregistrer encore trois autres chansons pour les trois autres albums studio de Sakura Gakuin.
En février 2014, comme les membres étaient diplômés de l'école secondaire pour entrer au lycée, leur départ de Sakura Gakuin est alors annoncé. N'ayant pas été remplacés par d'autres membres pour sleepiece, les membres donne un dernier petit concert solo en chantant ses trois premières chansons versions, le concert sera filmé et figurera sur le DVD intitulé Sakura Gakuin Festival☆2013 ~Go Home Club sleepiece Final Stage~ de l'édition limitée B du septième single de Sakura Gakuin intitulé Jump Up ~Chiisana Yūki~.
Étant en parallèle membres d'autres sous-groupes tels que Twinklestars, Pastel Wind et Kagaku Kyumei Kiko LOGICA?, elles sont toutes les trois diplômées de tous ces groupes et de Sakura Gakuin le mois suivant, ce qui entraîne la fin officieuse de sleepiece le 30 mars 2014.
Le sous-groupe est mis en pause jusqu'à l'arrivée de nouveaux membres le 6 mai 2015. À la suite de cela, le groupe est reformé avec Saki Ōga, Mirena Kurosawa et Maaya Asō.

## Membres

### Anciens membres
1re génération (novembre 2010 - novembre 2013)
- Raura Iida (rose)
- Marina Horiuchi (jaune)
- Nene Sugisaki (vert)

2e génération (août 2015 - mars 2016)
- Maaya Asō (rose)
- Saki Ōga (jaune) (diplômé)
- Mirena Kurosawa (bleu) (diplômé)

3e génération (novembre 2016 - mars 2017)
- Maaya Asō (rose)
- Kano Fujihira (jaune)
- Mirena Kurosawa (vert) (diplômé)

## Chansons
| Année | Titre                                                                   | De l'album/single                             | Interprétée par                              |
| ----- | ----------------------------------------------------------------------- | --------------------------------------------- | -------------------------------------------- |
| 2011  | Medaka no Kyōdai (めだかの兄妹)                                         | Sakura Gakuin 2010-nendo ~message~            | Marina Horiuchi, Raura Iida et Nene Sugisaki |
| 2012  | Hashire Shōjiki Mono (走れ正直者)                                       | Sakura Gakuin 2011-nendo ~FRIENDS~            | Marina Horiuchi, Raura Iida et Nene Sugisaki |
| 2013  | Suimin Fusoku (スイミン不足)                                            | Sakura Gakuin 2012-nendo ~My Generation~      | Marina Horiuchi, Raura Iida et Nene Sugisaki |
| 2014  | Non-stop☆Go Home Club Heave Ho!! (ノンストップ☆帰宅部 在宅わっしょい!!) | Sakura Gakuin 2013-nendo ~Kizuna~             | Marina Horiuchi, Raura Iida et Nene Sugisaki |
| 2014  | Ningentteina (にんげんっていいな)                                       | Hōkago Anthology from Sakura Gakuin           | Marina Horiuchi, Raura Iida et Nene Sugisaki |
| 2016  | Suimin Fusoku (スイミン不足)                                            | Sakura Gakuin 2015-nendo ~Kirameki no Kakera~ | Saki Ōga, Mirena Kurosawa et Maaya Asō       |
| 2017  | Hashire Shōjiki Mono (走れ正直者)                                       | Sakura Gakuin 2016-nendo ~Yakusoku~           | Mirena Kurosawa, Maaya Asō et Kano Fujihira  |